# Ткачик заїрський
Тка́чик заїрський (Ploceus alienus) — вид горобцеподібних птахів ткачикових (Ploceidae). Мешкає в регіоні Африканських Великих озер.

## Опис
Довжина птаха становить 14 см, вага 19-24 г. У самців верхня частина тіла зелена, голова, горло і верхня частина грудей чорні, нижня частина тіла жовта. Дзьоб чорний, очі жовті. У самиць горло каштанове. Молода птахи мають дещо блідіше забарвлення, голова у них темно-зелена.

## Поширення і екологія
Заїрські ткачики мешкають в Демократичній Республіці Конго, Уганді, Руанді і Бурунді. Вони живуть у вологих гірських тропічних лісах Альбертінського рифту. Зустрічаються на висоті від 1500 до 2700 м над рівнем моря. Живляться переважно комахами, а також ягодами і насінням.